# Alex Venters
Alex Venters (né le 9 juin 1913 vers Cowdenbeath en Écosse et mort le 30 avril 1959) était un joueur de football écossais. Il fait partie du Rangers FC Hall of Fame.

## Biographie
Il a joué pour l'équipe de sa région natale, le Cowdenbeath FC, puis chez les Rangers ainsi qu'en équipe d'Écosse.
Venters l'attaquant rejoint les Rangers en 1933 et y passe un total de 13 saisons, remportant 4 championnats et 2 Scottish Cup, et inscrivant 102 buts en 201 matchs. Venters est un buteur prolifique durant la période de la Seconde Guerre mondiale, bien que les résultats en temps de guerre ne sont pas considérés comme officiels.
Après la guerre, Venters joue pour Third Lanark, les Blackburn Rovers et termine sa carrière pour les Raith Rovers.
Il a joué en tout trois matchs avec l'Écosse, dont le premier match international en 1933 alors qu'il joue avec Cowdenbeath,. Il joue deux autres matchs tandis qu'il évolue aux Rangers en 1936 et 1939,, ainsi que quatre matchs officieux car en temps de guerre.

## Palmarès
Rangers FC
- Champion du Championnat d'Écosse de football (4) :
  - 1934, 1935, 1937 & 1939.
- Vice-champion du Championnat d'Écosse de football (1) :
  - 1936.
- Meilleur buteur du Championnat d'Écosse de football (1) :
  - 1939: 35 buts.
- Vainqueur de la Scottish Cup (3) :
  - 1934, 1935 & 1936.